# Flash Gordon (album)
Flash Gordon è il nono album in studio del gruppo rock britannico Queen pubblicato l'8 dicembre 1980 dalla EMI in formato LP, MC e Stereo8. L'album è la colonna sonora del film di fantascienza Flash Gordon, ispirato all'omonimo fumetto ideato nel 1934 da Alex Raymond.
Il produttore Dino De Laurentiis aveva chiesto alla band di comporre la colonna sonora all'inizio del 1980. Come nel suo predecessore The Game, c'è un notevole cambiamento stilistico nella loro musica che si discosta dal sound rock classico orientato alla chitarra: come produttore, il tedesco Mack li introdusse a tecniche di registrazione più nuove e sofisticate, incorporando il sintetizzatore (in precedenza rigidamente rifiutato dai membri della band), e pesanti influenze di musica disco e della scena musicale funk. Nell'album ci sono solo due canzoni "tradizionali" con testo cantato, Flash's Theme e The Hero, le restanti tracce sono brani d'atmosfera con ampi spezzoni di dialoghi tratti dal film.
L'album ricevette un'accoglienza meno favorevole rispetto alla media. In America, dopo molti anni (e il grande successo di The Game), fu il loro primo fallimento, seguito da una serie importante di anni di insuccessi. Tuttavia, il singolo Flash, fu un successo e raggiunse il decimo posto nella classifica britannica.

## Storia
All'inizio del 1980, la band fu invitata dal produttore cinematografico Dino De Laurentiis a scrivere la musica per il film di fantascienza Flash Gordon, grossa co-produzione internazionale. La pellicola fu uno dei primi film importanti a contenere una colonna sonora composta da una famosa rock band. Lo stesso De Laurentiis disse che non conosceva affatto i Queen, e che la band gli era stata raccomandata. Il batterista Roger Taylor, essendo fan del fumetto e un grande appassionato di fantascienza, fu subito entusiasta del progetto, molto meno lo furono gli altri membri della band. I Queen videro solo 20 minuti del girato, sulla base dei quali dovevano scrivere le musiche d'accompagnamento alle immagini. Avevano pochissimo tempo per comporre e registrare, poiché nello stesso periodo registrarono e pubblicarono l'album di successo The Game e partirono per il The Game Tour. Le registrazioni dovevano quindi essere effettuate in sole sei settimane.
Le parti della band furono registrate negli studi Townhouse, Advision, The Music Center e Utopia. Le parti orchestrali presso l'Anvil Studio sotto la direzione di Howard Blake. Prima e unica volta nella storia dei Queen, l'album fu co-prodotto da Brian May. L'altro produttore (su esplicita richiesta del chitarrista) era Reinhold Mack, dimostratosi un valido collaboratore durante le registrazioni di The Game.
La band volle che il materiale fosse pubblicato come un album ufficiale dei Queen, e non solo come colonna sonora (e quindi un progetto collaterale non inserito nella discografia ufficiale).

## Brani
L'album è interamente composto da tracce strumentali, eccetto The Hero e Flash's Theme. Quest'ultimo brano è stato l'unico singolo estratto dall'album, con il semplice titolo Flash e in una versione differente da quella che appare nell'album, con alcuni dialoghi estratti da varie parti della pellicola. Football Fight fu inclusa come B-Side del singolo. L'album fu soprattutto un tentativo più avanzato, rispetto al precedente The Game, nel campo della musica elettronica. I Queen scrissero veri e propri brani strumentali (non brani di accompagnamento), e la maggior parte delle composizioni erano senza testo, con influenze orchestrali, e per la maggior parte includevano sintetizzatori. May ha detto che all'inizio degli anni settanta, i membri del gruppo erano davvero nervosi circa l'impiego del sintetizzatore, ma durante le registrazioni di Flash Gordon erano più a loro agio con il suono sintetico dello stesso, ed erano in grado di sfruttarne a pieno le caratteristiche. Ciò era in parte dovuto alle novità introdotte dal produttore Reinhold Mack, ma anche all'influenza del batterista Roger Taylor, che aveva già sperimentato con sintetizzatori e campionatori nei suoi progetti solisti.

## Pubblicazione e accoglienza
| Recensione                    | Giudizio |
| ----------------------------- | -------- |
| AllMusic                      | [ 4 ]    |
| Chicago Tribune               | [ 5 ]    |
| Encyclopedia of Popular Music | [ 6 ]    |
| The Guardian                  | [ 7 ]    |
| Onda Rock                     | [ 8 ]    |
| Record Mirror                 | [ 9 ]    |
| The Rolling Stone Album Guide | [ 10 ]   |

L'album venne pubblicato sei mesi dopo il grande successo di The Game, solo due settimane prima del Natale 1980. Rispetto agli album dei Queen in generale, non ebbe molto successo commerciale, ma non fu un grande calo in termini di forma e stile. L'opera ottenne importanti successi in Gran Bretagna, dove trascorse quindici settimane in classifica e raggiunse come posizione massima il decimo posto. Negli Stati Uniti, Flash Gordon fu invece il loro primo vero fallimento dopo i successi degli anni settanta, arrivando solo fino alla posizione numero 23 della Billboard Top 200. Il singolo Flash estratto dal disco, grazie alla sua struttura più tradizionale, ebbe un discreto successo, raggiungendo il decimo posto in Gran Bretagna, ma solo il numero 42 negli Stati Uniti.
La critica rimase perplessa e disorientata al momento della pubblicazione dell'album. La maggior parte dei critici si lamentarono del fatto che, anche se effettivamente una colonna sonora, l'album era stato comunque pubblicato come fosse un album dei Queen vero e proprio. Il critico di Record Mirror scrisse: "Un album di dimensioni realmente epiche che si guadagna cinque altrettanto epiche stellette di merito", a cui si aggiunse Sounds: Come colonna sonora, Flash Gordon è realmente straordinario". Diversamente, in una recensione a posteriori il critico di Allmusic definì le parti strumentali "fastidiose", ma considerò lo stile dell'opera degna dei veri Queen. Sul sito Ondarock a proposito dell'album, Mauro Vecchio scrive: "È come una torta farcita oltre ogni limite del buon gusto culinario. Melodie ipnotiche, strati orchestrali, cori pacchiani e pathos chitarristico si affollano senza ordine, spingendosi a vicenda, frastornati da un caos elettronico che, forse, è troppo pure per i fan più devoti e pazienti". Il recensore di Entertainment Weekly, riferendosi in generale alle reazioni negative suscitate dall'album, scrisse: "Se il fatto che mi piace questo album fa di me un peccatore, allora non voglio più essere un innocente".

### Ristampe
L'album è stato ristampato in formato compact disc per la prima volta dalla EMI nel 1986, e poi nel 1991 dalla Hollywood Records con l'aggiunta della bonus track Flash's Theme (1991 remix by Mista Lawnge, 9.5). Il 27 giugno 2011 (tranne che negli Stati Uniti e in Canada, dove fu pubblicato il 27 settembre 2011) Flash Gordon è stato ristampato in occasione del 40º anniversario della band. La ristampa in versione deluxe edition include anche un EP di tracce extra: Flash (single version), The Hero (October 1980... Revisited), The Kiss (early version, March 1980), Football Fight (early version, no synths! – February 1980), Flash (live in Montreal, November 1981), The Hero (live in Montreal, November 1981).

## Tracce
Lato A
1. Flash's Theme – 3:31 (Brian May)
2. In the Space Capsule (The Love Theme) – 2:43 (musica: Roger Taylor)
3. Ming's Theme (In the Court of Ming the Merciless) – 2:41 (musica: Freddie Mercury)
4. The Ring (Hypnotic Seduction of Dale) – 0:57 (musica: Freddie Mercury)
5. Football Fight – 1:28 (musica: Freddie Mercury)
6. In the Death Cell (Love Theme Reprise) – 2:25 (musica: Roger Taylor)
7. Execution of Flash – 1:06 (musica: John Deacon)
8. The Kiss (Aura Resurrects Flash) – 1:45 (musica: Freddie Mercury)

Lato B
1. Arboria (Planet of the Tree Men) – 1:42 (musica: John Deacon) – La copertina della prima stampa riporta un errore di testo per quanto riguarda il titolo del brano, scritto "Aboria"
2. Escape from the Swamp – 1:43 (musica: Roger Taylor)
3. Flash to the Rescue – 2:44 (musica: Brian May)
4. Vultan's Theme (Attack of the Hawk Men) – 1:13 (musica: Freddie Mercury)
5. Battle Theme – 2:18 (musica: Brian May)
6. The Wedding March – 0:56 (musica: Brian May)
7. Marriage of Dale and Ming (...And Flash Approaching) – 2:04 (musica: Brian May, Roger Taylor)
8. Crash Dive on Mingo City – 1:00 (musica: Brian May)
9. Flash's Theme Reprise (Victory Celebrations) – 1:24 (musica: Brian May)
10. The Hero – 3:31 (Brian May)

## Formazione
Queen
- Freddie Mercury – voce, sintetizzatore, pianoforte, tastiera
- Brian May – chitarra, voce, sintetizzatore, organo[13]; pianoforte in Flash's Theme e The Hero[13]
- John Deacon – basso, chitarra, sintetizzatore
- Roger Taylor – batteria, timpano, voce, sintetizzatore

Altri musicisti
- Howard Blake – arrangiamenti orchestrali

## Classifiche

### Classifiche settimanali
| Classifica (1981) | Posizione massima |
| ----------------- | ----------------- |
| Australia         | 29                |
| Austria           | 1                 |
| Canada            | 11                |
| Germania          | 2                 |
| Giappone          | 12                |
| Italia            | 18                |
| Norvegia          | 25                |
| Paesi Bassi       | 7                 |
| Regno Unito       | 10                |
| Stati Uniti       | 23                |
| Svezia            | 29                |
| Svizzera          | 15                |

### Classifiche di fine anno
| Classifica (1981) | Posizione |
| ----------------- | --------- |
| Austria           | 13        |
| Germania          | 15        |
| Italia            | 58        |